# Charlie et Lola
Charlie et Lola (Charlie and Lola) est une série télévisée d'animation britannique en 78 épisodes de 11 minutes, adaptée des personnages créés par Lauren Child et diffusée entre le 7 novembre 2005 et le 4 juillet 2008 sur CBeebies.
En France, la série a été diffusée à partir du 18 avril 2006 sur Disney Junior et au Canada francophone à partir du 25 septembre 2006 sur TFO.

## Synopsis
Cette série met en scène Charlie, un petit garçon âgé de sept ans et Lola, sa petite sœur âgée de quatre ans. Lola aimerait bien être indépendante et « faire tout toute seule » et son grand frère, très patient, est là pour la guider dans son apprentissage.

## Épisodes

### Première saison (2005-2006)
1. Jamais de toute ma vie je ne mangerai de tomates ! (I Will Not Eat a Tomato)
2. Je peux faire tout toute seule sans qu'on m'aide (I Can Do Anything That's Everything All on My Own)
3. Je n'ai pas sommeil et je ne veux pas aller au lit (I Am Not Sleepy and I Will Not Go to Bed)
4. Mais c'est mon livre ! (But That is My Book)
5. Il n'y a qu'un seul soleil et c'est moi ! (There's Only One Sun and That is Me)
6. C'est promis juré, on est assez grandes pour garder ton chien ! (We Do Promise Honestly We Can Look After Your Dog)
7. J'ai gagné ! Non, moi ! Non, c'est moi ! (I've Won, No I've Won, No I've Won)
8. J'aime mes cheveux juste exactement comme ils sont (I Like My Hair Completely The Way It Is)
9. Je me sens vraiment pas trop tellement bien (I'm Really Ever So Not Well)
10. Mais je me dépêche ! Je suis presque complètement prête (I Am Hurrying I'm Almost Nearly Ready)
11. Bouh ! Je t'ai bien eu ! (Boo! Made You Jump!)
12. Le plus magnifique pique-nique de toute la terre (The Most Wonderfullest Picnic in the Whole Wide World)
13. C'est pas moi ! (It Wasn't Me!)
14. C'est un gros gros secret... (It's a Secret)
15. J'adore aller chez Mamie et Papy sauf que... (I Love Going to Granny and Grandpa's, It's Just That...)
16. Je ne veux pas perdre ma dent qui bouge (I Do Not Ever, Never Want My Wobbly Tooth to Fall Out)
17. Dis «ouistiti» ! (Say "Cheese")
18. J'aime pas trop bien les araignées (I'm Just Not Keen on Spiders)
19. J'aime trop fort la neige (Snow is My Favorite and My Best)
20. Il est trop génial le cadeau pour Léa ! (You Won't Like This Present as Much as I Do!)
21. Je dois emporter absolument tout ! (I Must Take Completely Everything)
22. Je veux jouer un peu de musique moi aussi (I Want to Play Music Too)
23. Je suis trop tout à fait occupée (I'm Far Too Extremely Busy)
24. Je veux être la plus grande tout comme toi ! (I Want To Be Much More Bigger Like You)
25. Je suis un alligator ! (But I Am an Alligator)
26. Ma petite ville à moi. Non, à nous ! (My Little Town)

### Deuxième saison (2006-2007)
1. C'est absolument complètement pas le bazar (It is Absolutely and Completely Not Messy)
2. J'observe avec mes petits yeux (I Spy with My Little Eyes)
3. Je suis très énormément magique(I am Extremely Magic)
4. Aujourd'hui, c'est mon anniversaire (This is Actually My Party)
5. Il reste combien de minutes ? (How Many More Minutes?)
6. Ma première collection de machins trucs (I Am Collecting a Collection)
7. J'ai trop vraiment de la chance (Lucky, Lucky Me)
8. Ma plus chouette meilleure amie (My Best Best Bestest Friend)
9. J'adore mes petites chaussures brillantes (I Just Love My Shiny Red Shoes)
10. Ma plante très très terriblement spéciale (I Really Wonder What Plant I'm Growing)
11. Charlie est tout cassé (Charlie is Broken!)
12. Promis, que je ferai attention (I Will Be Especially, Very Careful)
13. C'est moi qui ai raison. Non, c'est moi ! (Yes I Am No You're Not)
14. Je suis super hyper complètement concentrée (I Am Really, Really, Really Concentrating)
15. Dis, tu m'en prêtes un peu ? (Please May I Have Some of Yours?)
16. Tu pourrais peut-être allumer la lumière ? (Can You Maybe Turn the Light On?)
17. Et si je me perds au milieu de l'univers ? (What if I Get Lost in the Middle of Nowhere?)
18. Bienvenue en Lolalie ! (Welcome to Lolaland)
19. Arrête de faire n'importe quoi ! (You Please Stop Messing About)
20. Je suis championne en cochon d'Inde (I Completely Know About Guinea Pigs)
21. Ne marche surtout pas sur les petits traits ! (Never Ever Never Step on the Cracks)
22. Allez viens, viens ma Biscotte ! (I Will Not Ever Never Forget You, Nibbles)
23. Prends soin de ta planète (Look After Your Planet)
24. Y'a plein de mots avec des lettres (Too Many Big Words)
25. Mon nouveau copain sympa (You Can Be My Friend)
26. Il faut tous qu'on dessine une maison (I Wish I Could Draw Exactly More Like You)

### Spécial Noël (2006)
1. Téléfilm C'est bientôt Noël, Charlie ? (How Many More Minutes Until Christmas? (Charlie and Lola Christmas Special))

### Troisième saison (2007-2008)
1. Titre français inconnu (Je devrais avoir des lunette)
2. Titre français inconnu (Thunder Completely Does Not Scare Me)
3. Titre français inconnu (I Slightly Want to Go Home)
4. Titre français inconnu (I Am Extremely Absolutely Boiling)
5. Titre français inconnu (I Can Train Your Dog)
6. Titre français inconnu (Do Not Ever Never Let Go)
7. Titre français inconnu (Our Shop Sells Everything)
8. Titre français inconnu (I Am Inventing a Usefullish Invention)
9. Titre français inconnu (But We Always Do It Like This)
10. Titre français inconnu (I Can't Stop Hiccupping)
11. Titre français inconnu (I Am Completely Hearing and Also Listening)
12. Titre français inconnu (But I Don't Really Like This Present)
13. Titre français inconnu (I Can Dance Like a Dancer)
14. Titre français inconnu (Help! I Really Mean It!)
15. Titre français inconnu (I Would Like to Actually Keep It)
16. Titre français inconnu (It's Raining, It's Boring)
17. Titre français inconnu (I Am Goody the Good)
18. Titre français inconnu (It is Very Special and Extremely Ancient)
19. Titre français inconnu (What Can I Wear for Halloween?)
20. Titre français inconnu (But Marv Is Absolutely Charlie's Best Friend)
21. Titre français inconnu (Am Making a Craze)
22. Titre français inconnu (But Where Completely Are We?)
23. Titre français inconnu (I Really, Really Need Actual Ice Skates)
24. Titre français inconnu (I Wish I Could Do That and Also That Too)
25. Titre français inconnu (I Am Going to Save a Panda)
26. Titre français inconnu (I've Got Nobody to Play With)

## Voix
La version francophone de la série a pour directeurs artistiques Claire Guyot et Patricia Legrand et est doublée par : 
- Paul Godeau : Charlie
- Rebecca Benhamour : Lola (saison 1)
- Lou Lévy : Lola (saison 2)
- Martin Faliu : Arnold Wolf / Morten
- Gwendoline Sommier : Léa (saison 1)
- Clara Poincaré : Léa (saison 2)
- Gwenvin Sommier : Manu (saison 1)
- Valentin Maupin : Manu (saison 2)
- Lewis Weill : Soren Lorenson
- Thomas Montero : Théo
- Manon Corneille, Philippe Peythieu : voix additionnelles